# Ichneumon inoblidendus
Ichneumon inoblidendus là một loài tò vò trong họ Ichneumonidae.